# Al-Amir bi-ahkam Allah
al-Āmir bi-aḥkām Allāh (in arabo الآمر بأحكام الله‎?; Il Cairo, 31 dicembre 1096 – Il Cairo, 7 ottobre 1130) è stato il 10º Imam/Califfo fatimide e il 20º Imam dei Musta'liani.
Abū ʿAlī Manṣūr ibn Aḥmad, il cui laqab era al-Āmir bi-aḥkām Allāh (Colui che comanda per disposizioni di Dio), fu il 10º Imam/Califfo fatimide dal 1101 al 1130, riconosciuto come il 20° Imam dal movimento scismatico sciita ismailita mustaʿliano.
Come suo padre al-Mustaʿlī (1094–1101), al-Āmir era sotto la reggenza del potente wāṣita militare al-Afḍal b. Badr al-Jamālī (1094–1121) ed ebbe poche possibilità d'incidere sull'andamento della politica dell'imamato, di cui era il massimo esponente. Tuttavia, dopo il rovesciamento di al-Afḍal nel 1121 assunse progressivamente il controllo della complessa macchina amministrativa e militare dell'Imamato.
Il suo regno fu caratterizzato dalla perdita di Tiro ad opera dei Crociati, mentre non riuscì a ricomporre lo scisma che aveva contrapposto i Nizariti ai Mustaʿliani. Il conflitto anzi portò all'assassinio di al-Āmir nel 1130.
La sua morte accentuò il disordine istituzionale (ma anche economico-finanziario) in cui era piombato lo Stato, con la contrapposizione tra al-Hafiz, cugino di al-Āmir, giunto al potere, e i Ṭayyibiti, che si richiamavano ad Abu l-Qasim Tayyib, il figlio di 4 anni di al-Āmir, considerato dai suoi seguaci il legittimo pretendente al trono fatimide.